# Psychiatrie
Die Psychiatrie (auch Seelenheilkunde genannt) ist die medizinische Fachdisziplin, die sich mit der Vorbeugung, Diagnostik und Behandlung von psychischen Störungen beschäftigt. Sie hat sich als eigenständige Disziplin aus der Nervenheilkunde entwickelt, die früher auch das Gebiet der heutigen Neurologie abdeckte.
Der Begriff Psychiatrie wurde 1808 von dem in Halle wirkenden Arzt Johann Christian Reil geprägt, der darunter die „therapeutische Funktionalisierung seelischer Wirkungen“ verstand. Ursprünglich benutzte man (wie Reil erstmals 1808) das Wort Psychiaterie, das später zu Psychiatrie umgewandelt wurde und sich aus den altgriechischen Wörtern ψυχή, psyché, deutsch „Seele“, und ἰατρός iatrós, deutsch ‚Arzt‘ zusammensetzt.

## Fachbereiche
Innerhalb der Psychiatrie haben sich viele Spezialfächer entwickelt. Das Wesen der Psychiatrie liegt dabei vor allem in der Erkenntnis des Zusammenwirkens biologischer, entwicklungspsychologischer und psychosozialer Faktoren auf den psychopathologischen Befund des Patienten. Innerhalb der Psychiatrie sind neben den psychologischen Unterdisziplinen auch Teilgebiete mit biologisch-naturwissenschaftlicher Ausrichtung zu finden:
| Disziplin                     | Beschreibung |
| ----------------------------- | --- |
| Psychopathologie              | beschäftigt sich mit der Erfassung der verschiedenen Formen von krankhaft verändertem Erleben und Verhalten. Dazu werden auf psychologischer Ebene Symptome mit Krankheitswert beschrieben, die in ihrer Komplexität dann als Erscheinungsformen psychischer Erkrankungen benannt werden. |
| Allgemeinpsychiatrie          | Klinischer Teil des Faches, welcher sich mit den psychischen Erkrankungen und Störungen des Erwachsenenalters beschäftigt. |
| Akutpsychiatrie               | behandelt psychiatrische Notfälle. |
| Suchtmedizin                  | behandelt Patienten mit stoffgebundenem (Alkohol, Nikotin, Cannabis, Heroin etc.) oder stoffungebundenem (Spielsucht etc.) Missbrauchs- oder Abhängigkeitsverhalten. |
| Gerontopsychiatrie            | wird allgemein als Psychiatrie für Menschen im höheren Lebensalter verstanden, wobei das Lebensalter (>60 Jahre) nur eine ungefähre Richtmarke ist. Dabei geht es zum einen um Menschen, die bereits in jüngeren Jahren psychisch erkrankt sind und deren Behandlung unter Berücksichtigung altersbedingter Besonderheiten fortgesetzt werden muss, und zum anderen um Menschen im höheren Lebensalter, deren psychische Erkrankung aus dem Altern selbst resultiert.                                                                                |
| Forensische Psychiatrie       | befasst sich mit der Behandlung und Begutachtung von psychisch kranken und suchtkranken Rechtsbrechern (siehe auch Maßregelvollzug). |
| Psychosomatische Medizin      | Ursprünglich aus der Psychiatrie hervorgegangen, stellt sie inzwischen ein eigenes Fachgebiet dar und kann als Bindeglied zwischen der Inneren Medizin und der Psychiatrie verstanden werden. Sie beschäftigt sich mit den Psychosomatosen, mit den somatoformen Störungen und den somatopsychischen Anpassungsstörungen, Erkrankungen, bei denen Wechselwirkungen zwischen psychischen und körperlichen Faktoren (Psychosomatik) die zentrale Rolle spielen. Dabei stehen psychotherapeutische Verfahren zur Linderung oder Heilung im Vordergrund. |
| Biologische Psychiatrie       | Sammelbegriff für psychiatrische Forschungsansätze, die auf biologischen Methoden beruhen. Dazu zählen neuroanatomische, neuropathologische, neurophysiologische, biochemische und genetische Ansätze. |
| Kinder- und Jugendpsychiatrie | Eigenständiges medizinisches Fachgebiet, das sich mit den psychischen Erkrankungen von Kindern und Jugendlichen bis zum 21. Lebensjahr befasst. |
| Militärpsychiatrie            | befasst sich mit geistigen Störungen innerhalb militärischer Konstellationen mit dem Ziel, die Gesundheit von so vielen Militärangehörigen wie möglich sicherzustellen, sowie auch mit der Behandlung der infolge von psychischen Erkrankungen als untauglich angesehenen Armeeangehörigen. |
| Transkulturelle Psychiatrie   | befasst sich mit den kulturellen Aspekten der Entstehung, Häufigkeit und Art psychischer Störungen und mit den sogenannten kulturgebundenen Syndromen. |
| Neuropsychiatrie              | Die Neuropsychiatrie beschäftigt sich mit neurologischen Vorgängen bei psychischen Störungen. Da für immer mehr psychische Störungen organische Wechselwirkungen entdeckt werden, ist sie ein an Bedeutung gewinnender Wissenschaftszweig. Zu psychischen Störungen wie Zwangsstörung, Tourette-Syndrom und Schizophrenie gibt es fundierte Erkenntnisse über neurologische Veränderungen. |
| Sozialpsychiatrie             | Mit dem Begriff Sozial- und Gemeindepsychiatrie wird das Konzept der sogenannten gemeindenahen psychiatrischen Versorgung umschrieben. Es hat zum Ziel, dass Menschen mit psychischen Erkrankungen – genauso wie Menschen mit körperlichen Erkrankungen – in der Nähe ihres Wohnortes behandelt werden können. |

## Behandlungsansätze
Die modernen psychiatrischen Behandlungsansätze sind durch „multimodale“ Konzepte gekennzeichnet. Demnach sollen in einer Behandlung alle Lebensbereiche des Patienten berücksichtigt und unterschiedliche Therapieansätze miteinander kombiniert werden. Die wichtigsten Grundsätze moderner psychiatrischer Behandlung sind dementsprechend:
- Freiheit ist wichtiger als Gesundheit. Das heißt in erster Linie, dass Patienten das Recht haben, Behandlungen abzulehnen.
- Gleichstellung der seelisch und körperlich Kranken. Dieser Grundsatz ist in den Versorgungsstrukturen wichtig, da durch ihn ausreichende Mittel für die Versorgung begründet werden.
- Gemeindenahe Versorgung: Patienten haben das Recht, in Kliniken und Einrichtungen behandelt zu werden, die in der Nähe ihres Wohnortes liegen; dies hat in Deutschland zur Einrichtung von kleinen psychiatrischen Abteilungen an Allgemeinkrankenhäusern und zur Auflösung vieler Landeskrankenhäuser geführt.
- Das Ziel einer psychiatrischen Behandlung ist nicht nur Heilung, sondern auch Verbesserung der Lebensqualität, d. h. das Leben mit der Krankheit.

### Psychotherapie
Die Psychotherapie steht als Oberbegriff für die professionelle Behandlung psychischer Störungen mit psychologischen Mitteln. Sie umfasst alle verbalen und nonverbalen psychologischen Verfahren, die auf die Behandlung psychischer und psychosomatischer Krankheiten, Leidenszustände oder Verhaltensstörungen zielen.
- In der Verhaltenstherapie steht die Hilfe zur Selbsthilfe für den Patienten im Mittelpunkt, um ihm nach Einsicht in Ursachen und Entstehungsgeschichte seiner Probleme Methoden an die Hand zu geben, mit denen er zukünftig besser zurechtkommt. Beispielsweise versucht die kognitive Verhaltenstherapie, dem Betroffenen seine Gedanken und Bewertungen verständlich zu machen, diese gegebenenfalls zu korrigieren und in neue Verhaltensweisen umzusetzen.
- In der Tiefenpsychologie (z. B. der Psychoanalyse) und in der tiefenpsychologisch fundierten Psychotherapie findet eine Auseinandersetzung mit unbewussten, in der Lebensgeschichte, meist in der Kindheit verankerten Motivationen und Konflikten statt. Das Ziel ist, die unbewussten Hintergründe und Ursachen aktueller Leiden oder sich in der Lebenshistorie wiederholender Konflikte zu klären und diese durch Bewusstmachung aufzulösen oder abzuschwächen.

### Psychopharmaka
Die Psychopharmakologie und Psychopharmakotherapie beschäftigen sich mit der Beeinflussung des Seelen- und Gemütszustandes durch Medikamente. Psychopharmaka machen seit den 1960er Jahren den weitaus größten Teil der „körperlichen“ – also nicht psychotherapeutischen – Behandlungsmethoden in der Psychiatrie aus.

### Zwangsbehandlung
Zwangsbehandlung ist die unabhängig vom aktuellen Willen des Patienten durchgeführte Summe von angewandten Therapien und freiheitsentziehenden Maßnahmen in der Psychiatrie. Sie wird bei selbst- oder fremdgefährdenden Zuständen angewandt und unterliegt richterlicher Kontrolle. Methoden äußeren Zwangs können auch die Selbstbestimmung beschränken. Hierbei steht die Legitimierung sowohl in therapeutischer als auch in juristischer Hinsicht im Vordergrund.

## Fachgebietsgrenzen
Die Abgrenzung der Psychiatrie von anderen medizinischen Disziplinen ist teilweise fließend. In der psychosomatischen Medizin werden vorwiegend Patienten behandelt, bei denen seelische Störungen schwerwiegende Auswirkungen auf das körperliche Befinden haben (z. B. Essstörungen). Fließend sind die Grenzen der Domänen von Neurologie und Psychiatrie beispielsweise bei hirnorganischen Psychosyndromen und Demenzen sowie angesichts der seit Beginn des 21. Jahrhunderts zunehmenden Erkenntnis, dass viele psychische Störungen auch neurobiologische Ursachen haben können.
In der Kinder- und Jugendpsychiatrie werden im deutschsprachigen Raum Patienten unter 21 Jahren mit seelischen Erkrankungen behandelt. Für diese Patientengruppe gibt es auch altersspezialisierte Kliniken. Der Arzt für Psychotherapie und Psychiatrie des Kindes- und Jugendalters, der Kinder- und Jugendpsychiater, ist eine seit 1993 eigenständige Facharztgruppe, die ihre Ausbildung teilweise in pädiatrischen und psychiatrischen Kliniken überwiegend aber in Kinder- und Jugendpsychiatrischen Fachkliniken absolviert. Jugendliche Patienten mit seelischen Störungen sollen und werden daher von Kinder- und Jugendpsychiatern ambulant und gegebenenfalls in kinder- und Jugendpsychiatrischen Krankenhäusern behandelt, gerade wenn die Beschwerden sehr schwerwiegend sind oder plötzlich auftreten.
Die Psychologie ist eine eigenständige empirische Wissenschaft, während die Psychiatrie ein Teilgebiet der Medizin ist. Die Psychologie beschreibt und erklärt das Erleben und Verhalten des Menschen, seine Entwicklung im Laufe des Lebens und alle dafür maßgeblichen inneren und äußeren Ursachen und Bedingungen. Psychologen arbeiten u. a. im Bereich der Diagnostik und Therapie psychischer Störungen. Approbierte Psychotherapeuten sind eigenständig in der Therapie psychischer Störungen tätig. Psychologische Psychotherapeuten arbeiten im Gegensatz zu Ärztlichen Psychotherapeuten nur mit psychotherapeutischen Methoden – nicht mit pharmakologischen, apparativen oder chirurgischen Mitteln.

## Ausbildung in Deutschland
Die Führung des Titels Arzt oder Facharzt für Psychiatrie und Psychotherapie setzt in Deutschland ein abgeschlossenes Medizinstudium voraus. Anschließend muss mindestens fünf Jahre lang als Assistenzarzt gearbeitet werden. In dieser Zeit muss der Arzt eine bestimmte Anzahl an Untersuchungen und Behandlungen durchführen, um danach zur Facharztprüfung zugelassen zu werden. Nach erfolgreichem Bestehen ist der geprüfte Arzt rechtlich zugelassen, den Titel Facharzt für Psychiatrie und Psychotherapie zu führen. Entsprechende Spezialisierungen, Weiterbildungen und die Habilitation können anschließend angestrebt werden. Der Facharzt für Psychiatrie und Psychotherapie hat die vorherigen Facharztbezeichnungen „Facharzt für Psychiatrie“ und „Nervenarzt“ (als kombinierte Facharztausbildung aus Psychiatrie und Neurologie) abgelöst. 1994 wurde die Psychotherapie verpflichtend in die Facharztausbildung mit aufgenommen.
Wer sich den Titel des Facharztes für Psychiatrie und Psychotherapie erarbeiten möchte, muss hierfür eine Weiterbildungsdauer von insgesamt 6 Jahren berücksichtigen. Die Facharztausbildung muss bei einem Weiterbildungsbeauftragten an einer Weiterbildungsstätte gemäß § 5 Abs. 1 Satz 1 der Musterweiterbildungsordnung absolviert werden. Dabei untergliedert sich die Weiterbildung im Gebiet Psychiatrie und Psychotherapie in folgende Abschnitte von insgesamt 60 Monate, so müssen:
- 12 Monate in der Neurologie und
- 24 Monate in der stationären Patientenversorgung abgeleistet werden

ferner können:
- zum Kompetenzerwerb bis zu 12 Monate Weiterbildungszeit in den Bereichen Allgemeinmedizin, Innere Medizin, Psychosomatische Medizin und Psychotherapie, Kinder- und Jugendpsychiatrie und -psychotherapie und/oder im Schwerpunkt Forensische Psychiatrie erfolgen bzw. angerechnet werden.[18][19][20]

## Geschichte

### Antike bis 20. Jahrhundert
Für psychiatrische (und einige neurologische Erkrankungen) wurden (im Gegensatz zu den damals noch verbreiteten magisch-religiösen Vorstellungen) erstmals im Corpus Hippocraticum „natürliche“, seinerzeit auf Konzepten der Humoralpathologie beruhende, Ursachen angenommen.
In als Hexen bezeichneten bzw. diffamierten Frauen sah der im 16. Jahrhundert tätige Arzt Johann Weyer geisteskranke bzw. schwachsinnige Patienten, die nicht bestraft, sondern medizinisch behandelt werden sollten.

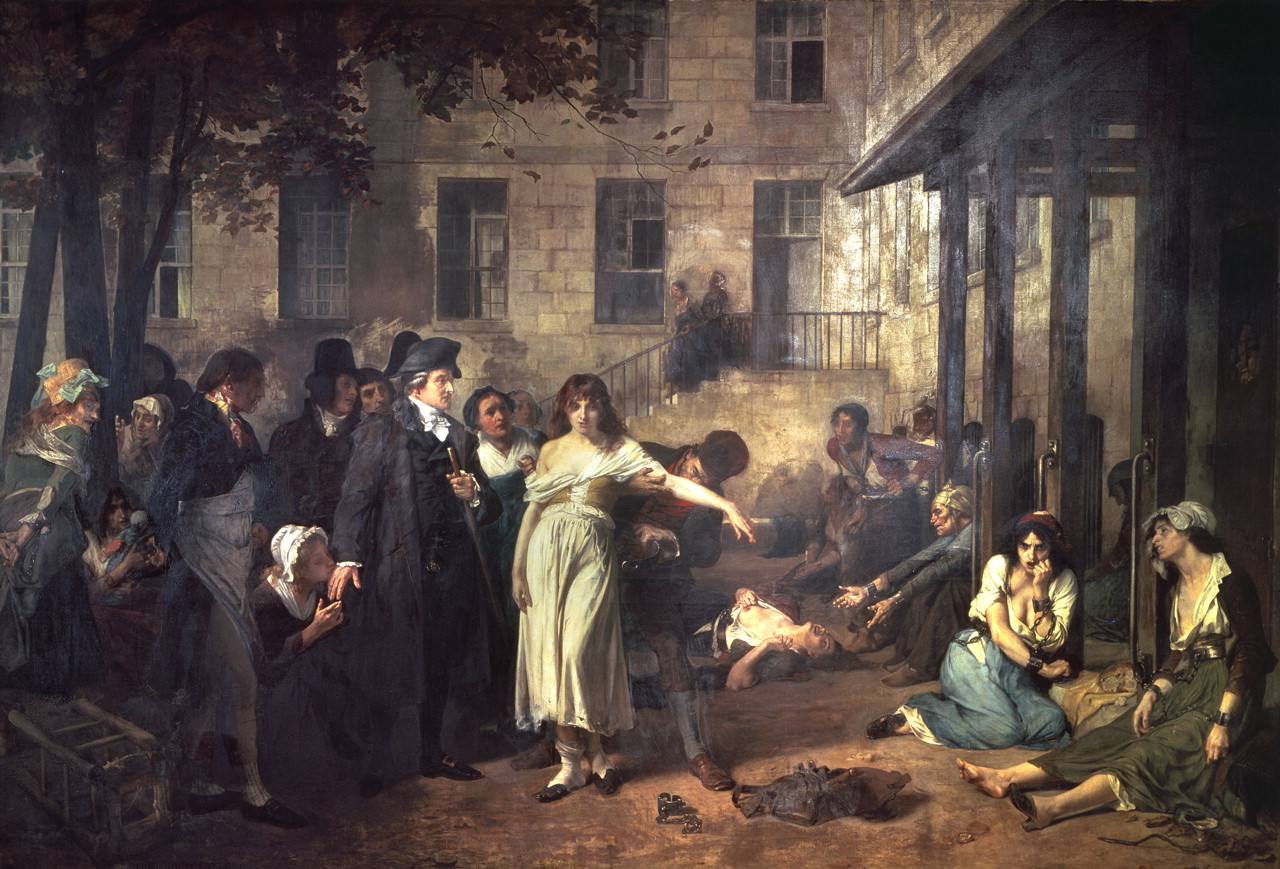
Der französische Psychiater Philippe Pinel befreit die Insassen eines Spitals 1795 von ihren Ketten.

Die Grundzüge der modernen Psychiatrie lassen sich auf nur wenige Konzepte zurückführen. Wilhelm Griesinger hatte Mitte des 19. Jahrhunderts mit der These, seelische Erkrankungen seien Erkrankungen des Gehirns, die wichtigste Grundlage der modernen Psychiatrie formuliert. Ein grundlegender Fortschritt in der Psychiatrie war um 1856 die Einführung des No-restraint-Systems durch John Conolly. Seit den 1880er Jahren machte sich in der Psychiatrie „eine psychologische, einer aktiveren Therapie zustrebende Richtung stärker bemerkbar“. Emil Kraepelin hat erstmals in der Geschichte der Psychiatrie ein brauchbares nosologisches Bezugssystem zur Verfügung gestellt. Karl Jaspers’ Arbeiten zur Allgemeinen Psychopathologie aus den 1920er Jahren sind grundlegend für die Methodik modernen psychopathologischen Denkens. Die Grundlage des Krankheitsbegriffes in der modernen Psychiatrie bis in die 1990er Jahre ist das sogenannte triadische System nach Kurt Schneider, das 1931 veröffentlicht wurde. Mit der Einführung des ICD-10 im Jahre 1992, einem weltweit standardisierten Klassifizierungssystem, wandelt sich das Krankheitsverständnis der Psychiatrie erneut.

### Nationalsozialismus
In Deutschland wurden im Rahmen der Krankenmorde im Nationalsozialismus (z. B. der Aktion T4 und der Aktion Brandt) bis 1945 mehr als 100.000 Menschen getötet, die als psychisch krank erklärt wurden. Dies war nur mit Billigung zahlreicher Ärzte und Kliniken möglich. Diese Verbrechen wurden Jahrzehnte verharmlost. Erst Anfang der 1980er Jahre begann die kritische Erforschung der Rolle der Psychiatrie während der Zeit des Nationalsozialismus.
2010 richtete die Deutsche Gesellschaft für Psychiatrie und Psychotherapie, Psychosomatik und Nervenheilkunde (DGPPN) eine unabhängige Kommission zur Aufarbeitung ihrer Geschichte ein, die vom Gießener Medizinhistoriker Volker Roelcke geleitet wurde. Die historische Kommission untersuchte im Rahmen eines zweijährigen Forschungsauftrags den Zeitraum von 1933 bis 1945, in dem unter anderem die zentral geplanten Krankenmorde stattfanden, die von der Berliner Tiergartenstraße 4 aus organisiert wurden (Aktion T4). Zusätzlich fand am 26. November 2010 eine Gedenkveranstaltung „Psychiatrie im Nationalsozialismus – Erinnerung und Verantwortung“ in Berlin statt, bei der sich der damalige DGPPN-Präsident Frank Schneider stellvertretend für die psychiatrische Fachgesellschaft bei den Opfern und ihren Angehörigen für das erlittene Unrecht und Leid entschuldigte.

### Reform der Psychiatrie
Die Einführung der Neuroleptika und die Durchführung von Katamnesestudien in den 1950er Jahren, in Deutschland vor allem durch den Bonner Psychiater Gerd Huber, hat den lange bestehenden Glauben an die Unheilbarkeit der Schizophrenie zu beenden geholfen. Nach der Psychiatriereform in den 1960er und 1970er Jahren und der Entwicklung der modernen Sozialpsychiatrie kam es in den meisten westlichen Ländern zu einer weitgehenden Emanzipation der seelisch kranken Menschen.
Die moderne Psychiatrie gründet sich demzufolge im Wesentlichen auf die Reformbemühungen der Sozialpsychiatrie. Übergreifend wird derzeit von einem bio-psycho-sozialen Krankheitsverständnis ausgegangen, das heißt, ein Zusammenspiel von biologischen, psychischen und sozialen Einflüssen wird als ursächlich für die Entwicklung psychischer Störungen angesehen. Daraus ergibt sich auch in der Behandlung ein multimodaler Ansatz, der biologische (v. a. psychopharmakologische), psychotherapeutische, soziale, also auch kontextabhängige Aspekte (bspw. Kontakt zum Täter) enthält. Zusätzliche Impulse kamen von der analytischen, der familientherapeutisch-systemischen sowie der integrativ-verhaltenstherapeutischen Psychotraumatologie.
Zu den entstandenen alternativen Behandlungskonzepte gehören die Soteria-Einrichtungen, mit 8 Projekten alleine in Deutschland.

## Kritik an psychiatrischer Diagnostik
Die Psychiater Thomas Szasz (1920–2012) und Ronald D. Laing (1927–1989) vertreten wie der Soziologe Michel Foucault (1926–1984) die Ansicht, dass Begriffe wie Verrücktheit (Psychose) und psychische Normalität keine objektiven Diagnosen, sondern subjektive Urteile mit gesellschaftlichen und politischen Wirkungen seien.
Nach Foucault wird die Abgrenzung zwischen „Normalität“ und „Verrücktheit“ zur gesellschaftlichen Kontrolle benutzt. Die klinische Psychiatrie sei damit nicht mehr nur medizinische Einrichtung, sondern diene als „normstiftende Machtinstanz“.

## Organisationen
Fachorganisationen
- Liste Psychotherapeutischer Fach- und Berufsverbände
- Deutsche Gesellschaft für Psychiatrie, Psychotherapie und Nervenheilkunde (DGPPN)
- Deutsche Gesellschaft für Soziale Psychiatrie (DGSP)
- Royal College of Psychiatrists

Betroffenenorganisationen
- Bundesverband Psychiatrie-Erfahrener
- Bundesverband der Angehörigen psychisch erkrankter Menschen (BApK)
- BASTA – Das Bündnis für psychisch erkrankte Menschen